# Ахмад Самані
Ахмад ібн Ісмаїл Самані (*احمد بن اسماعیل سامانی, д/н — 12 січня 914) — володар (емір) Саманідської держави у 907–914 роках.

## Життєпис
Походив з династії Саманідів. Син еміра Ісмаїла. З 900 року був намісником області Гурган у Табаристані, але 901 року його було відозвано внаслідок нездатності протидіяти військам династії Джустанидів, володарем Дейлема. Після цього був намісником в Хорасані, згодом у Реї.
У 907 році, після смерті батька, стає еміром. У 908–909 роках придушив повстання у Самарканді та Реї. У 910 році халіф аль-Муктадір надав Ахмаду права на область Сістан, яка належала Саффаридам. В результаті декількох військових кампаній до 911 року держава Саффарідів була знищена військами Ахмада. Як намісника призначив двоюрідного брата Мансура ібн Ісхака. Тоді ж придушив заколот Себук-ері.
У 912 році відбулося повстання у Сістані на користь Саффаридів, але саманідська армія перемогла бунтівників, захопила їх ватажків, яких страчено у Самарканді. Остаточно покорено цю провінцію 913 року. У 914 році повстали провінції Табарістан та Гурган на чолі із Хасаном ібн Алі. Під час підготовки до його придушення Ахмада Самані було вбито неподалік від Бухари — у Лашкар Гах. Вбивцями були тюркські гвардійці. Владу успадкував син вбитого Наср.